# Lousame
Lousame è un comune spagnolo di 3 621 abitanti situato nella comunità autonoma della Galizia. Il suo territorio è attraversato dal fiume Tambre.